# فی¹ خرچنگ
فی¹ خرچنگ یک ستاره است که در صورت فلکی خرچنگ قرار دارد.